# 大衛·麥塔斯
大衛·麥塔斯（David Matas，1943年8月29日—），猶太裔加拿大人權律師，畢業於牛津大學，人權、難民及移民領域的法律專家。

## 生平
2008年加拿大勳章得主及2009年國際人權協會人權獎得主，於2009年11月獲加拿大政府任命為國際人權及民主發展中心董事，2010年諾貝爾和平獎候選人。
國際人權協會（IGFM）將2009年度的人權獎頒給大衛·麥塔斯與大衛·喬高，推崇他們為調查對中國共產黨摘取法輪功學員及良心犯器官的指控付出的努力，並因此成為2010年諾貝爾和平獎候選人。
美國新聞媒體《赫芬頓郵報》刊登作家彼得·沃辛頓（Peter Worthington）的文章《中國發生的殘忍的器官摘取》 (China's Grim Human Harvests)，引述其喬高-麥塔斯調查報告，關注中國法輪功學員遭中華人民共和國政府摘取器官的黑幕。